# تام سایر (فیلم ۱۹۱۷)
«تام سایر» (انگلیسی: Tom Sawyer (1917 film)) فیلمی در ژانر کمدی-درام به کارگردانی ویلیام دزموند تیلور است که در سال ۱۹۱۷ منتشر شد. از بازیگران آن می‌توان به جک پیکفورد، هلن گیلمور، آلیو توماس، کلارا هورتون، و ادیث چپمن اشاره کرد.